# Jason Castro
Jason Castro, né le 25 mars 1987 à Dallas, Texas, aux États-Unis, est un chanteur américain, issu de la septième saison du télécrochet American Idol.

## Prestations lors d'American Idol
| Semaine         | Thème                      | Chanson                               | Artiste              | Ordre | Résultat |
| --------------- | -------------------------- | ------------------------------------- | -------------------- | ----- | -------- |
| Top 24 (12 Men) | 1960s                      | Daydream (en)                         | The Lovin' Spoonful  | 11    | Safe     |
| Top 20 (10 Men) | 1970s                      | I Just Want to Be Your Everything     | Andy Gibb            | 2     | Safe     |
| Top 16 (8 Men)  | 1980s                      | Hallelujah                            | Leonard Cohen        | 7     | Safe     |
| Top 12          | Lennon/McCartney           | If I Fell                             | The Beatles          | 4     | Safe     |
| Top 11          | The Beatles                | Michelle                              | The Beatles          | 8     | Safe     |
| Top 10          | Year They Were Born        | Fragile                               | Sting                | 2     | Bottom 3 |
| Top 9           | Dolly Parton               | Travelin' Thru                        | Dolly Parton         | 4     | Safe     |
| Top 8           | Inspirational Music        | Over the Rainbow                      | Judy Garland         | 3     | Safe     |
| Top 7           | Mariah Carey               | I Don't Wanna Cry                     | Mariah Carey         | 7     | Safe     |
| Top 6           | Andrew Lloyd Webber        | Memory                                | Elaine Paige         | 2     | Safe     |
| Top 5           | Neil Diamond               | Forever in Blue Jeans September Morn  | Neil Diamond         | 1 6   | Safe     |
| Top 4           | Rock and Roll Hall of Fame | I Shot the Sheriff Mr. Tambourine Man | Bob Marley Bob Dylan | 3 7   | Eliminé  |

## Discographie

### Albums
| Année | Détails                                                                                             | Classement | Ventes       |
| Année | Détails                                                                                             | US         | Ventes       |
| ----- | --------------------------------------------------------------------------------------------------- | ---------- | ------------ |
| 2010  | Jason Castro - Released: April 13, 2010 - Label: Atlantic Records - Format: CD, digital download    | 18         | - US: 54,000 |
| 2010  | Who I Am - Released: November 9, 2010 - Label: Atlantic Records/Word - Format: CD, digital download | 198        | - US: 18,000 |
| 2012  | Only a Mountain - Released: January 15, 2013 - Label: Word - Format: CD, digital download           | —          |              |

### EPs
| Année | Détails | Classement | Ventes             |
| Année | Détails | US         | Ventes             |
| ----- | --- | ---------- | ------------------ |
| 2010  | The Love Uncompromised EP - Released: January 2010 - Label: Atlantic - Format: Extended play, digital download                  | 94         | - US sales: 13,000 |
| 2010  | Who I Am EP - Released: November 9, 2010 - Label: Word - Format: Extended play, digital download                                | —          |                    |
| 2010  | Changing Colors: Live From Studio 1290 - Released: November 9, 2010 - Label: Atlantic - Format: Extended play, digital download | —          |                    |
| 2012  | Starting Line - Released: August 28, 2012 - Label: Word - Format: Extended play, digital download                               | —          |                    |

### Singles
| Année                                   | Single                          | Classement | Classement | Classement | Classement | Classement | Classement   | Album                     |
| Année                                   | Single                          | US         | US Pop     | US Heat    | US AC      | US Christ  | US Christ AC | Album                     |
| --------------------------------------- | ------------------------------- | ---------- | ---------- | ---------- | ---------- | ---------- | ------------ | ------------------------- |
| 2008                                    | "White Christmas"               | —          | —          | —          | —          | —          | —            | Non-album single          |
| 2009                                    | "Let's Just Fall in Love Again" | 113        | 94         | —          | —          | —          | —            | The Love Uncompromised EP |
| 2010                                    | "That's What I'm Here For"      | 121        | —          | 17         | —          | —          | —            | Jason Castro              |
| 2010                                    | "Over the Rainbow"              | —          | —          | —          | —          | —          | —            | Jason Castro              |
| 2010                                    | "You Are"                       | —          | —          | —          | 84         | 11         | 20           | Who I Am                  |
| 2012                                    | "Only a Mountain"               | —          | —          | —          | —          | 27         | 29           | Only a Mountain           |
| "—" denotes releases that did not chart |                                 |            |            |            |            |            |              |                           |

### Autres parutions
iTunes Exclusive "American Idol Live Performances"
1. "Daydream"
2. "I Just Want To Be Your Everything"
3. "Hallelujah"

iTunes Exclusive "American Idol Studio Performances"1
1. "If I Fell"
2. "Michelle"
3. "Fragile"
4. "Travelin' Thru"
5. "Over The Rainbow"
6. "I Don't Wanna Cry"
7. "Memory"
8. "Forever In Blue Jeans"
9. "Mr. Tambourine Man"

Demos and live recordings (pre-Idol songs)
1. "The Other Side"
2. "Someday" (with Jackie Castro)
3. "A Song About Stars"
4. "So Fast"
5. "I'm Not Who I Was"
6. "Crazy" (live)
7. "Santeria" (live)
8. "Clumsy" (live)

Soundtracks
- "Hallelujah", Amar a Morir soundtrack